# David di Donatello 2015
La 60a edició dels premis David di Donatello, concedits per l'Acadèmia del Cinema Italià va tenir lloc el 12 de juny de 2015 al Teatre Olímpic de Roma. La gala fou presentada per Tullio Solenghi i transmesa en directe pel canal Rai Movie i en diferit a Rai1. Les candidatures es van fer públiques l'11 de maig.

## Guanyadors

### Millor pel·lícula
- Anime nere, dirigida per Francesco Munzi
- Hungry Hearts, dirigida per Saverio Costanzo
- Il giovane favoloso, dirigida per Mario Martone
- Mia madre, dirigida per Nanni Moretti
- Torneranno i prati, dirigida per Ermanno Olmi

### Millor director
- Francesco Munzi - Anime nere
- Saverio Costanzo - Hungry Hearts
- Mario Martone - Il giovane favoloso
- Nanni Moretti - Mia madre
- Ermanno Olmi - Torneranno i prati

### Millor director novell
- Edoardo Falcone - Se Dio vuole
- Andrea Jublin - Banana
- Lamberto Sanfelice - Cloro
- Eleonora Danco - N-Capace
- Laura Bispuri - Vergine giurata

### Millor argument
- Francesco Munzi, Fabrizio Ruggirello (pòstum), Maurizio Braucci - Anime nere
- Saverio Costanzo - Hungry Hearts
- Mario Martone, Ippolita Di Majo - Il giovane favoloso
- Edoardo Leo, Marco Bonini - Noi e la Giulia
- Nanni Moretti, Francesco Piccolo, Valia Santella - Mia madre

### Millor productor
- Cinemaundici i Babe Films, amb Rai Cinema - Anime nere
- Palomar, Rai Cinema - Il giovane favoloso
- Nicola Giuliano, Francesca Cima, Carlotta Calori per Indigo Film, amb Rai Cinema - Il ragazzo invisibile
- Carlo Cresto-Dina - Le meraviglie
- Nanni Moretti per Sacher Film, Domenico Procacci per Fandango, amb Rai Cinema - Mia madre

### Millor actriu
- Margherita Buy - Mia madre
- Alba Rohrwacher - Hungry Hearts
- Virna Lisi - Latin Lover
- Jasmine Trinca - Nessuno si salva da solo
- Paola Cortellesi - Scusate se esisto!

### Millor actor
- Elio Germano - Il giovane favoloso
- Fabrizio Ferracane - Anime nere
- Alessandro Gassmann - Il nome del figlio
- Riccardo Scamarcio - Nessuno si salva da solo
- Marco Giallini - Se Dio vuole

### Millor actriu no protagonista
- Giulia Lazzarini - Mia madre
- Barbora Bobuľová - Anime nere
- Micaela Ramazzotti - Il nome del figlio
- Valeria Golino - Il ragazzo invisibile
- Anna Foglietta - Noi e la Giulia

### Millor actor no protagonista
- Carlo Buccirosso - Noi e la Giulia
- Luigi Lo Cascio - Il nome del figlio
- Fabrizio Bentivoglio - Il ragazzo invisibile
- Nanni Moretti - Mia madre
- Claudio Amendola - Noi e la Giulia

### Millor músic
- Giuliano Taviani - Anime nere
- Nicola Piovani - Hungry Hearts
- Sascha Ring - Il giovane favoloso
- Ezio Bosso, Federico De Robertis - Il ragazzo invisibile
- Paolo Fresu - Torneranno i prati

### Millor cançó original
- Anime nere - lletra i música di Giuliano Taviani, interpretata da Massimo De Lorenzo - Anime nere
- Wrong skin – lletra, música i interpretació de Marialuna Cipolla - Il ragazzo invisibile
- Elis - lletra i música d'Arturo Annecchino, interpretada per Costanza Cutaia i Martina Sciucchino - Nessuno si salva da solo
- Sei mai stata sulla luna? - lletra, música i interpretació de Francesco De Gregori - Sei mai stata sulla Luna?
- Bonesempio - lletra i música de Giordano Corapi i Roberta Serretiello, interpretada per Roberta Serretiello - Take five

### Millor fotografia
- Vladan Radovic - Anime nere
- Fabio Cianchetti - Hungry Hearts
- Renato Berta - Il giovane favoloso
- Italo Petriccione - Il ragazzo invisibile
- Fabio Olmi - Torneranno i prati

### Millor escenografia
- Giancarlo Muselli - Il giovane favoloso
- Luca Servino - Anime nere
- Emita Frigato - Maraviglioso Boccaccio
- Paki Meduri - Noi e la Giulia
- Giuseppe Pirrotta - Torneranno i prati

### Millor vestuari
- Ursula Patzak - Il giovane favoloso
- Marina Roberti - Anime nere
- Alessandro Lai - Latin Lover
- Lina Nerli Taviani - Maraviglioso Boccaccio
- Andrea Cavalletto - Torneranno i prati

### Millor maquillatge
- Maurizio Silvi - Il giovane favoloso
- Maurizio Fazzini - Il ragazzo invisibile
- Sonia Maione - Anime nere
- Ermanno Spera - Latin Lover
- Enrico Iacoponi - Mia madre

### Millor perruqueria
- Aldo Signoretti, Alberta Giuliani - Il giovane favoloso
- Rodolfo Sifari - Anime nere
- Daniela Tartari - Ho ucciso Napoleone
- Alberta Giuliani - Latin Lover
- Carlo Barucci - Maraviglioso Boccaccio

### Millor muntatge
- Cristiano Travaglioli - Anime nere
- Francesca Calvelli - Hungry Hearts
- Jacopo Quadri - Il giovane favoloso
- Massimo Fiocchi, Chiara Griziotti - Italy in a Day - Un giorno da italiani
- Clelio Benevento - Mia madre

### Millor enginyer de so directe
- Stefano Campus - Anime nere
- Remo Ugolinelli - Il nome del figlio
- Gilberto Martinelli - Il ragazzo invisibile
- Alessandro Zanon - Mia madre
- Francesco Liotard - Torneranno i prati

### Millors efectes especials visuals
- Visualogie - Il ragazzo invisibile
- Chromatica - Il giovane favoloso
- Reset VFX - La buca
- Reset VFX, Visualogie - Noi e la Giulia
- Rumblefish - Torneranno i prati

### Millor documental
- Belluscone - una storia siciliana, dirigida per Franco Maresco
- Enrico Lucherini - Ne ho fatte di tutti i colori, dirigida per Marco Spagnoli
- Io sto con la sposa, dirigida per Antonio Augugliaro, Gabriele Del Grande, Khaled Soliman Al Nassiry
- Quando c'era Berlinguer, dirigida per Walter Veltroni
- Sul Vulcano, dirigida per Gianfranco Pannone

### Millor curtmetratge
- Thriller, dirigida per Giuseppe Marco Albano
- Due piedi sinistri, dirigida per Isabella Salvetti
- L'errore, dirigida per Brando De Sica
- La valigia, dirigida per Pier Paolo Paganelli
- Sinuaria, dirigida per Roberto Carta

### Millor pel·lícula de la Unió Europea
- The Theory of Everything, dirigida per James Marsh
- The Broken Circle Breakdown, dirigida per Felix Van Groeningen
- Locke, dirigida per Steven Knight
- Pride, dirigida per Matthew Warchus
- Relatos salvajes, dirigida per Damián Szifrón

### Millor pel·lícula estrangera
- Birdman (Birdman or (The Unexpected Virtue of Ignorance)), dirigida per Alejandro González Iñárritu
- American Sniper, dirigida per Clint Eastwood
- Boyhood, dirigida per Richard Linklater
- La sal de la terra (The Salt of the Earth), dirigida per Wim Wenders
- Mommy, dirigida per Xavier Dolan

### Premi David Jove
- Noi e la Giulia, dirigida per Edoardo Leo
- Anime nere, dirigida per Francesco Munzi
- I nostri ragazzi, dirigida per Ivano De Matteo
- Il giovane favoloso, dirigida per Mario Martone
- Il ragazzo invisibile, dirigida per Gabriele Salvatores

### David especial
- Gabriele Muccino